# César Milstein
César Milstein (Bahía Blanca, 1927. október 8. – Cambridge, 2002. március 24.) argentin-brit biokémikus. 1984-ben Georges J. F. Köhlerrel és Niels Kaj Jernével közösen orvostudományi Nobel-díjban részesült a monoklonális antitestek felfedezéséért.  

## Tanulmányai
César Milstein 1927. október 8-án született az argentin Bahía Blanca városában. Apja, a zsidó Lázaro Milstein 15 évesen egyedül vándorolt ki Ukrajnából Argentínába. Anyja Máxima Milstein (lánykori nevén Vapniarsky) szegény bevándorló családból származó tanárnő volt; César a második volt három fiuk közül. A szülők áldozatai révén mindhárom fiú egyetemet végzett. César 1945-ben kezdett el kémiát tanulni a Buenos Aires-i Egyetemen. Saját bevallása szerint nem tanult különösebben jól, inkább a diákszervezetekben és Perón-kormány elleni politikában volt aktív.
Az egyetemen ismerkedett meg leendő feleségével, Celia Prilleltenskyvel is. Miután Milstein 1952-ben megkapta BSc oklevelét, összeházasodtak és egy évet Európában és Izraelben töltöttek hátizsákos turistaként és kibucokban. Visszatérése után Milstein folytatta tanulmányait, biokémiából (az alkoholbontó enzimekből) írta meg doktori disszertációját 1957-ben. Hogy tanulásának költségeit fedezni tudja, feleségével együtt félállásban egy klinikai biokémiai laboratóriumban dolgoztak.
PhD fokozatának megszerzése után a British Council ösztöndíjával a Cambridge-i Egyetemen kapott hároméves kutatói szerződést. Milstein egy ideig a foszfoglukomutáz enzimet kutatta, majd csatlakozott Frederick Sanger, a neves fehérjekutató biokémikus laboratóriumához. 1960-ban megszerezte második doktorátusát 1961-ben pedig visszatért Argentínába, ahol megkapta az Országos Mikrobiológiai Intézet molekuláris biológiai részlegének vezetését. 

## A monoklonális antitestek felfedezése
1962-ben egy katonai puccs megdöntötte az argentin kormányt és politikai okokból menesztették az intézet igazgatóját. 1963-ban Milstein tiltakozásul lemondott és visszatért Cambridge-be, Sanger laboratóriumába a Medical Research Councilnál. Sanger tanácsára az enzimológia helyett inkább az immunológiával, az antitestek biokémiájával kezdett el foglalkozni. Kutatásának egyik fő témája a mielóma volt, olyan fehérvérsejtek tumoros elváltozása, amelyek maguk is termelnek antitesteket. 1974-ben a laboratóriumában dolgozó fiatal német kutató, Georges Köhler ötlete nyomán a mielómasejteket ellenanyagtermelő B-limfocitákkal fuzionálták, így olyan sejteket kaptak, amelyeket nagy mennyiségben, a végtelenségig lehetett kultúrában tenyészteni, és egy bizonyos antitestet (monoklonális antitestet) termeltek. Korábban az antitestek termelésének gátat szabott az a tény, hogy a természetes B-sejtek néhány osztódás után elpusztultak a sejtkultúrában. Eredményük publikálásánál Milstein vonakodott annak orvosi vagy ipari hasznosításáról írni, de a felfedezés a 20. századi orvosi diagnosztika és terápia egyik legfontosabb vívmányának bizonyult. A specifikus antitesteket széleskörűen használják baktériumok, vírusok és makromolekulák detektálására és a rákos és egyéb megbetegedések kezelésére. Milstein és kollégái kezdték el a kutatásbeli alkalmazását, amikor a nagy mennyiségben rendelkezésre álló monoklonális antitestek segítségével a fehérvérsejteket a felszínükön található fehérjék alapján tudta kategorizálni, teljesen új perspektívákat nyitva meg az immunológiában.
1983-ban Milsteint kinevezték a Medical Research Council protein- és nukleinsavkémiai részlegének élére, amit egészen 1995-ös visszavonulásáig vezetett.

## Elismerései
1984-ben César Milstein, Georges J. F. Köhler és a dán Niels Kaj Jerne orvostudományi Nobel-díjban részesült a monoklonális antitestek felfedezéséért. Kezdetben csak az elismert immunológus, Milstein kapott a felfedezésért díjakat, Köhlernek meg kellett harcolnia érte, hogy közös munkájukban mindkettejük teljesítményét elismerjék. Milsteint a Nobel-díjon felül is valósággal elárasztották különböző díjakkal és kitüntetésekkel, 1979 és 1984 között 33 díjat kapott, köztük az izraeli Wolf-díjat, a Columbia Egyetem Horwitz-díját, a német Robert Koch-díjat, az amerikai Albert Lasker-díjat vagy a brit Royal Society Wellcome Alapítvány-díját.

## Családja
César Milstein 1953-ban házasodott össze Celia Prilleltenskyvel, gyermekük nem született.
Milstein anyja szívbetegségben halt meg a 70-es évek közepén, és ő megtudta, hogy örökölte tőle a betegségre való hajlamot. Ezután megváltoztatta az életmódját, szigorú diétát tartott és minden nap hosszú sétákat tett. 2002. március 24-én halt meg szívelégtelenség következtében, 74 éves korában. 